# Stazione di Agaho
La stazione di Agaho (英賀保駅?, Agaho-eki) è una stazione ferroviaria della città di Himeji, nella prefettura di Hyōgo in Giappone. Si trova sulla linea principale Sanyō, ed è servita dai treni locali e rapidi.

## Linee e servizi
JR West
■ Linea principale Sanyō

## Caratteristiche
La stazione ha un marciapiede laterale e uno a isola con tre binari in superficie, di cui due in uso.
Fermano in media circa 4 treni all'ora durante il giorno, di cui 2 in direzione Aioi.
| 1 | ■ Linea principale Sanyō |                     | per Banshū-Akō e Okayama |
| 2 | binario di servizio      | binario di servizio |                          |
| 3 | ■ Linea principale Sanyō |                     | per Himeji, Kōbe e Osaka |

## Stazioni adiacenti
| «                      | Servizio               | »                      |
| Linea principale Sanyō | Linea principale Sanyō | Linea principale Sanyō |
| ---------------------- | ---------------------- | ---------------------- |
| Himeji                 | Locale Rapido Speciale | Harima-Katsuhara       |